# Dance or Die
Dance or Die ist eine deutsche Electronic-Body-Music-Formation, die 1989 von Andreas Goldacker (A.N.G.O.) und Gerry Wagner (Wagner) in Berlin gegründet wurde.

## Geschichte
Das erste Mini-Album von Dance or Die war zugleich die Erstveröffentlichung des Berliner Labels Machinery. Der Track Dance or Die, mit dem bombastischen Orgelsound, wurde zu einem der häufigst gespielten Clublieder in der einschlägigen EBM-Szene von Berlin, Frankfurt, Hannover und Schweden. 1997 unterzeichneten sie einen Vertrag bei Polydor, aber bereits nach einem Album (Dehumanizer) trennten sich die Wege. Zu sehr unterschied sich der düstere Elektro-Sound vom enthusiastischeren und lebensbejahenden Gestus der Musik des Polydor-Labels What’s Up?!.
Auf Dehumanizer gehörten – neben den Gründungsmitgliedern A.N.G.O. und Wagner – Falgalas (der bereits seit 1993 mit der Band zusammenarbeitet) und Norri zur Band. 2001 erschien ihr Album Schlafende Energie (jetzt als Trio mit A.N.G.O., Wagner und Falgalas) bei Synthetic Symphony. Nach zehn Jahren, im Juni 2011, wurde das sechste Studioalbum Nostradamnation veröffentlicht.

## Sonstiges
Dance or Die gehören zum Media-Projekt Clan of Nihil.

## Diskografie

### Alben
- 3001 (1991)
- Psychoburbia (1992)
- Everspring (1995)
- Dehumanizer (1998)
- Schlafende Energie (2001)
- Nostradamnation (2011)
- Leid (2019)

### EPs und Singles (Auswahl)
- Dance or Die (1990)
- Fire (1991)
- Psychoburbians (Berlin 89 – New York 93) (1993)
- Time Zero (1994)
- Minute Man (1995)
- Relationshit (1997)
- Teenagemakeup (1997)